# San Diego Open 2021
San Diego Open 2021 byl tenisový turnaj mužů na profesionálním okruhu ATP Tour hraný v Barnesově tenisovém centru na otevřených dvorcích s tvrdým povrchem Laykold. Probíhal mezi 27. zářím až 3. říjnem 2021 v kalifornském San Diegu jako úvodní ročník turnaje.
Turnaj dotovaný 661 800 dolary patřil do kategorie ATP Tour 250. Do dvouhry nastoupilo dvacet osm hráčů a ve čtyřhře startovalo šestnáct párů. Jednalo se o závěrečnou přípravu před říjnovým Indian Wells Masters. I díky blízkosti areálu Indian Wells Tennis Garden se na turnaj přihlásilo sedm členů první světové dvacítky a posledním přímým účastníkem v hlavní soutěži se stal 54. hráč žebříčku, Američan Tommy Paul. To z turnaje učinilo druhou nejlépe obsazenou událost kategorie ATP 250 v sezóně po Qatar ExxonMobil Open 2021. Nejvýše nasazeným hráčem ve dvouhře byl pátý tenista světa Andrej Rubljov z Ruska, jehož v semifinále vyřadil Brit Cameron Norrie.
Šestý singlový titul na okruhu ATP Tour a pátý v sezóně 2021 vybojoval Nor Casper Ruud. Čtyřhru ovládli Britové Joe Salisbury a Neal Skupski, kteří po triumfu na Erste Bank 2018 získali druhou společnou trofej.

## Rozdělení bodů a finančních odměn

### Rozdělení bodů
| Soutěž  | vítězové | finalisté | semifinalisté | čtvrtfinalisté | 16 v kole | 32 v kole | Q  | Q2 | Q1 |
| ------- | -------- | --------- | ------------- | -------------- | --------- | --------- | -- | -- | -- |
| dvouhra | 250      | 150       | 90            | 45             | 20        | 0         | 12 | 6  | 0  |
| čtyřhra | 250      | 150       | 90            | 45             | 0         | —         | —  | —  | —  |

### Finanční odměny
| Soutěž                              | vítězové | finalisté | semifinalisté | čtvrtfinalisté | 16 v kole | 32 v kole | Q2      | Q1      |
| ----------------------------------- | -------- | --------- | ------------- | -------------- | --------- | --------- | ------- | ------- |
| dvouhra                             | 92 515 $ | 54 355 $  | 32 050 $      | 18 310 $       | 10 595 $  | 6 195 $   | 3 025 $ | 1 575 $ |
| čtyřhra                             | 31 860 $ | 17 170 $  | 9 760 $       | 5 570 $        | 3 270 $   | —         | —       | —       |
| částka ve čtyřhře je uvedena na pár |          |           |               |                |           |           |         |         |

## Dvouhra mužů

### Nasazení
| Stát                         | Hráč                  | ATP | Nasazení |
| ---------------------------- | --------------------- | --- | -------- |
| Rusko                        | Andrej Rubljov        | 5.  | 1.       |
| Norsko                       | Casper Ruud           | 10. | 2.       |
| Kanada                       | Félix Auger-Aliassime | 11. | 3.       |
| Kanada                       | Denis Shapovalov      | 12. | 4.       |
| Polsko                       | Hubert Hurkacz        | 13. | 5.       |
| Argentina                    | Diego Schwartzman     | 15. | 6.       |
| Chile                        | Cristian Garín        | 17. | 7.       |
| Spojené království           | Dan Evans             | 23. | 8.       |
| Itálie                       | Lorenzo Sonego        | 24. | 9.       |
| Žebříček ATP k 20. září 2021 |                       |     |          |

### Jiné formy účasti
Následující hráčí obdrželi divokou kartu do hlavní soutěže:
- Andy Murray
- Brandon Nakashima
- Kei Nišikori

Následující hráč obdržel zvláštní výjimku:
- Kwon Sun-u

Následující hráči postoupili z kvalifikace:
- Alex Bolt
- Salvatore Caruso
- Christopher Eubanks
- Federico Gaio

Následující hráči postoupili z kvalifikace jako šťastní poražení:
- Kevin Anderson
- August Holmgren
- Denis Kudla

### Odhlášení
před zahájením turnaje
- Félix Auger-Aliassime → nahradil jej  August Holmgren
- Cristian Garín → nahradil jej  Dominik Koepfer
- David Goffin → nahradil jej  Sebastian Korda
- Kwon Sun-u → nahradil jej  Kevin Anderson
- Dušan Lajović → nahradil jej  Lloyd Harris
- Kei Nišikori → nahradil jej  Denis Kudla
- Reilly Opelka → nahradil jej  Federico Delbonis

## Mužská čtyřhra

### Nasazení
| Stát                                                                                  | Hráč           | Stát               | Hráč            | ATP | Nasazení |
| ------------------------------------------------------------------------------------- | -------------- | ------------------ | --------------- | --- | -------- |
| Spojené království                                                                    | Joe Salisbury  | Spojené království | Neal Skupski    | 25. | 1.       |
| Spojené království                                                                    | Jamie Murray   | Brazílie           | Bruno Soares    | 29. | 2.       |
| Austrálie                                                                             | John Peers     | Slovensko          | Filip Polášek   | 33. | 3.       |
| Itálie                                                                                | Simone Bolelli | Argentina          | Máximo González | 57. | 4.       |
| Žebříček ATP k 20. září 2021; číslo je součtem žebříčkového postavení obou členů páru |                |                    |                 |     |          |

### Jiné formy účasti
Následující páry obdržely divokou kartu do hlavní soutěže:
- Brandon Nakashima /  Sem Verbeek
- Antonio Šančić /  Artem Sitak

### Odhlášení
před zahájením turnaje
- Nicholas Monroe /  Frances Tiafoe → nahradili je  Dominik Koepfer /  Nicholas Monroe
- Rajeev Ram /  Jack Sock → nahradili je  Jordan Thompson /  Jackson Withrow

## Přehled finále

### Mužská dvouhra
- Casper Ruud vs.  Cameron Norrie, 6–0, 6–2

### Mužská čtyřhra
- Joe Salisbury /  Neal Skupski vs.  John Peers /  Filip Polášek, 7–6(7–2), 3–6, [10–5]